# Штруб, Макс
Карл Иоганнес Макс Штруб (нем. Karl Johannes Max Strub; 28 сентября 1900, Майнц — 23 марта 1966, Бад-Энхаузен) — немецкий скрипач и музыкальный педагог.

## Биография
Учился в Кёльнской консерватории у Брама Элдеринга. По завершении образования был приглашён Фрицем Бушем на место концертмейстера Штутгартской оперы, затем работал в Дрездене. В 1924—1928 годах преподавал в Веймарской школе музыки, затем по приглашению Отто Клемперера перебрался в Берлин. В 1934—1945 годах преподавал в Берлинской Высшей школе музыки. После окончания Второй мировой войны был одним из основателей Детмольдской Высшей школы музыки; среди его учеников Лукас Давид.
Штруб был особенно известен как ансамблевый музыкант. На рубеже 1920-30-х годах популярностью пользовался струнный квартет в составе Штруба, Йозефа Крипса, Рудольфа Неля и Ханса Шрадера. После 1934 года, когда состав германской музыкальной элиты значительно изменился из-за бегства или ареста музыкантов-евреев, сформировались новый квартет в составе Штруба, Йоста Рабы, Вальтера Трамплера и Людвига Хёльшера и фортепианное трио в составе Штруба, Хёльшера и Элли Ней. C 1938 года Штруб участвовал в другом популярном трио — с Адрианом Эшбахером и Гаспаром Кассадо. Наконец, уже в 1950-е годы в Детмольде успешно выступало трио профессоров новой консерватории — Штруб, Ганс Мюнх-Холланд и Ганс Рихтер-Хаазер.
Среди осуществлённых Штрубом премьер — Соната № 2 для скрипки и фортепиано Пауля Хиндемита (1920, с Эдуардом Цукмайером), Дуэт для скрипки и виолончели с малым оркестром Ханса Пфицнера (1937, с Людвигом Хёльшером, дирижировал автор), его же струнный квартет до минор (1942), Бурлетта для скрипки с оркестром Пауля Юона (1940) и ряд других сочинений.